# Atletica leggera ai Giochi della XIV Olimpiade - Lancio del disco maschile
La competizione del lancio del disco maschile di atletica leggera ai Giochi della XIV Olimpiade si è disputata il giorno 2 agosto 1948 allo Stadio di Wembley a Londra.

## L'eccellenza mondiale
| Campione europeo 1946    | 53,23      | Adolfo Consolini | Presente      |
| Primatista mondiale      | 54,93 1946 | Robert Fitch     | Ritirato 1947 |
| Primatista stagionale    | 54,78      | Giuseppe Tosi    | Presente      |
| Vincitore dei Trials USA | 50,65      | Fortune Gordien  | Presente      |

1. ↑  Fino al 29 luglio.

## Risultati

### Turno eliminatorio
Qualificazione46,00 m
Otto atleti ottengono la misura richiesta. Ad essi sono aggiunti i quattro migliori lanci.
| Pos. | Atleta                    | Nazione       | Misura |
| ---- | ------------------------- | ------------- | ------ |
| 1    | Adolfo Consolini          | Italia        | 51,08  |
| 2    | Giuseppe Tosi             | Italia        | 50,56  |
| 3    | Fortune Gordien           | Stati Uniti   | 48,40  |
| 4    | Veikko Nyqvist            | Finlandia     | 47,75  |
| 5    | Ivar Ramstad              | Norvegia      | 47,34  |
| 6    | Nikolaos Syllas           | Grecia        | 47,03  |
| 7    | Ferenc Klics              | Ungheria      | 46,65  |
| 8    | Stein Johnson             | Norvegia      | 46,54  |
| 9    | Uno Fransson              | Svezia        | 45,99  |
| 10   | Hermann Tunner            | Austria       | 45,92  |
| 11   | Eduardo Julve             | Perù          | 45,86  |
| 12   | Arvo Huutoniemi           | Finlandia     | 44,77  |
| 13   | William Edward Burton     | Stati Uniti   | 43,78  |
| 14   | Félix Erauzquin           | Spagna        | 43,66  |
| 15   | Giorgio Oberweger         | Italia        | 43,13  |
| 16   | Danilo Žerjal             | Jugoslavia    | 43,07  |
| 17   | Manuel Consiglieri        | Perù          | 43,01  |
| 18   | Emilio Malchiodi          | Argentina     | 42,98  |
| 19   | James Nesbitt             | Gran Bretagna | 42,09  |
| 20   | Victor Frank              | Stati Uniti   | 42,00  |
| 21   | Jack Brewer               | Gran Bretagna | 41,95  |
| 22   | Cummin Clancy             | Irlanda       | 40,73  |
| 23   | Eric Coy                  | Canada        | 39,53  |
| 24   | Roger Verhaes             | Belgio        | 39,14  |
| 25   | Laurence Reavell-Carter   | Gran Bretagna | 38,04  |
| 26   | Nazar Muhammad Khan Malik | Pakistan      | 36,23  |
| 26   | Ahmed Zahur Khan          | Pakistan      | 36,23  |
| -    | An Yeong-Han              | Corea del Sud | NM     |

### Finale
La gara si disputa sotto una pioggia battente. Al primo lancio Tosi è subito in testa con 51,78. Consolini reagisce con 52,78, un metro esatto in più. I tre lanci di finale non modificano le prime due posizioni.

Quella di Consolini e Tosi rimane l'unica doppietta italiana del XX secolo nell'atletica leggera olimpica - sia maschile che femminile.
| Pos.    | Atleta           | Età | Nazione     | Misura | Lanci | Lanci | Lanci | Lanci | Lanci | Lanci |
| Pos.    | Atleta           | Età | Nazione     | Misura | 1     | 2     | 3     | 4     | 5     | 6     |
| ------- | ---------------- | --- | ----------- | ------ | ----- | ----- | ----- | ----- | ----- | ----- |
| Oro     | Adolfo Consolini | 31  | Italia      | 52,78  | 49,67 | 52,78 | 47,94 | N     | 50,51 | 50,43 |
| Argento | Giuseppe Tosi    | 32  | Italia      | 51,78  | 51,78 | 48,81 | 50,11 | 50,09 | N     | 51,78 |
| Bronzo  | Fortune Gordien  | 25  | Stati Uniti | 50,77  | 47,95 | 49,20 | 50,77 | N     | 48,74 | N     |
| 4       | Ivar Ramstad     | 24  | Norvegia    | 49,21  |       |       |       |       |       |       |
| 5       | Ferenc Klics     | 24  | Ungheria    | 48,21  |       |       |       |       |       |       |
| 6       | Veikko Nyqvist   | 31  | Finlandia   | 47,33  |       |       |       |       |       |       |
| 7       | Nikolaos Syllas  | 33  | Grecia      | 47,25  |       |       |       |       |       |       |
| 8       | Stein Johnson    | 26  | Norvegia    | 46,54  |       |       |       |       |       |       |
| 9       | Arvo Huutoniemi  | 34  | Finlandia   | 45,28  |       |       |       |       |       |       |
| 10      | Uno Fransson     | 20  | Svezia      | 45,25  |       |       |       |       |       |       |
| 11      | Hermann Tunner   | 35  | Austria     | 44,43  |       |       |       |       |       |       |
| 12      | Eduardo Julve    | 24  | Perù        | 44,05  |       |       |       |       |       |       |